# گرومن اف۷اف تایگرکت
گرومن اف۷اف تایگرکت (به انگلیسی: Grumman F7F Tigercat) یک هواپیمای ساختِ کارخانهٔ گرومن در کشور ایالات متحده آمریکا است که در سال ۱۹۴۳–۱۹۴۶ ساخته شد. نخستین استفاده‌کنندهٔ این هواپیما نیروی دریایی ایالات متحده آمریکا بوده‌است. این هواپیما برای نخستین بار در ۲ نوامبر ۱۹۴۳ میلادی مورد استفاده قرار گرفت.